# Tabanus transversus
Tabanus transversus är en tvåvingeart som beskrevs av Burger 1988. Tabanus transversus ingår i släktet Tabanus och familjen bromsar. Inga underarter finns listade i Catalogue of Life.